# أدولف ماير (أستاذ جامعي)
أدولف ماير (بالإنجليزية: Adolf Meyer) هو طبيب نفسي أمريكي، ولد في 13 سبتمبر 1866 في نيدرفينينغن في سويسرا، وتوفي في 17 مارس 1950 في بالتيمور في الولايات المتحدة.

## وصلات خارجية
- أدولف ماير على موقع الموسوعة البريطانية (الإنجليزية)